# IC 760
IC 760 ist eine linsenförmige Galaxie vom Hubble-Typ S0 im Sternbild Hydra südlich der Ekliptik. Sie ist schätzungsweise 92 Millionen Lichtjahre von der Milchstraße entfernt und hat einen Durchmesser von etwa 45.000 Lichtjahren.

Im selben Himmelsareal befinden sich die Galaxien NGC 4105, NGC 4106, IC 2996, IC 3005.
Das Objekt wurde am 3. Januar 1889 vom US-amerikanischen Astronomen Ormond Stone entdeckt.